# عصر التنين
عصر التنين (بالإنجليزية: Dragon Age II)‏ هي لعبة فيديو صدرت في 8 مارس 2011، وهي متوفرة على أجهزة إكس بوكس 360 وبلاي ستيشن 3 وويندوز وأو إس 10. اللعبة من تطوير بايوير ومن نشر إلكترونيك آرتس.

## وصلات خارجية
- عصر التنين على موقع IMDb (الإنجليزية)
- الموقع الرسمي